# Robbie Peralta
Robert "Robbie" Peralta (Escondido, 1 de janeiro de 1986) é um lutador americano de artes marciais mistas, atualmente compete no Peso Pena do Ultimate Fighting Championship.

## Carreira no MMA

### Começo da Carreira
Peralta fez sua estréia profissional no MMA em Março de 2007. Ele perdeu sua estréia por finalização, mas rapidamente acumulou o recorde de 13 vitórias e 3 derrotas nos anos seguintes. A maioria de suas lutas aconteceram na promoção independente da Califórnia, Gladiator Challenge.

### Strikeforce
Em Abril de 2011, Peralta fez sua estréia no Strikeforce derrotando o então Campeão Peso Pena do Dream Hiroyuki Takaya no Strikeforce: Diaz vs. Daley por decisão dividida.

### Ultimate Fighting Championship
No começo de Setembro de 2011, Peralta assinou com o UFC para substituir Mackens Semerzier contra against Mike Lullo no UFC Fight Night: Shields vs. Ellenberger. Ele venceu a luta por decisão unânime.
Peralta derrotou Mackens Semerzier em 12 de Novembro de 2011 no UFC on Fox: Velasquez vs. Dos Santos. Foi oficialmente dado a vitória por nocaute técnico para Peralta, mas depois o replay depois mostrou que houve uma cabeçada acidental derrubou Semerzier e Peralta deu sequência para conseguir a interrupção. A luta depois foi mudada para Ser Resultado pela Comissão Atlética do Estado da Califórnia.
Peralta foi colocado para enfrentar Charles Oliveira em 20 de Janeiro de 2012 no UFC on FX: Guillard vs. Miller. Porém, o UFC oficialmente cancelou a luta.
Uma revanche com Semerzier era esperada para acontecer em 3 de Março de 2012 no UFC on FX: Alves vs. Kampmann. Porém, Peralta foi forçado a se retirar da luta com uma lesão no dedo do pé e foi substituído por Daniel Pineda.
Peralta enfrentou Jason Young em 29 de Setembro de 2012 no UFC on Fuel TV: Struve vs. Miocic. Peralta venceu a luta por nocaute com 23 segundos do primeiro round.
Uma luta com Akira Corassani, previamente marcada para o UFC 156, foi movida para 6 de Abril de 2013 no UFC on Fuel TV: Mousasi vs. Latifi, após uma doença que afastou Corassani por um tempo. Peralta perdeu para por decisão após três rounds. Peralta foi suspenso por seis meses após a luta por falhar no exame antidoping e testando positivo para maconha.
Peralta enfrentou Estevan Payan em 28 de Dezembro de 2013 no UFC 168. Após dois rounds equilibrados, Peralta venceu por nocaute no começo do terceiro round.
Peralta enfrentou Rony Jason em 31 de Maio de 2014 no UFC Fight Night: Miocic vs. Maldonado. Ele venceu a equilibrada luta por decisão dividida.
Peralta enfrentou o estreante nos penas Thiago Tavares em 16 de Agosto de 2014 no UFC Fight Night: Bader vs. St. Preux e foi derrotado por finalização ainda no primeiro round.
Peralta enfrentou Clay Guida em 4 de Abril de 2015 no UFC Fight Night: Mendes vs. Lamas e foi derrotado por decisão unânime.

## Cartel no MMA
| Cartel no MMA   |             |            |
| 25 lutas        | 18 vitórias | 6 derrotas |
| Por nocaute     | 13          | 0          |
| Por finalização | 2           | 3          |
| Por decisão     | 3           | 3          |
| No contest      | 1           | 1          |

| Res.    | Cartel   | Oponente          | Método                             | Evento                                   | Data       | Round | Tempo | Local                   | Notas                          |
| ------- | -------- | ----------------- | ---------------------------------- | ---------------------------------------- | ---------- | ----- | ----- | ----------------------- | ------------------------------ |
| Derrota | 18-6 (1) | Clay Guida        | Decisão (unânime)                  | UFC Fight Night: Mendes vs. Lamas        | 04/04/2015 | 3     | 5:00  | Fairfax, Virginia       |                                |
| Derrota | 18-5 (1) | Thiago Tavares    | Finalização (mata leão)            | UFC Fight Night: Bader vs. St. Preux     | 16/08/2014 | 1     | 4:27  | Bangor, Maine           |                                |
| Vitória | 18–4 (1) | Rony Jason        | Decisão (dividida)                 | UFC Fight Night: Miocic vs. Maldonado    | 31/05/2014 | 3     | 5:00  | São Paulo               |                                |
| Vitória | 17–4 (1) | Estevan Payan     | Nocaute (socos)                    | UFC 168: Weidman vs. Silva II            | 28/12/2013 | 3     | 0:12  | Las Vegas, Nevada       |                                |
| Derrota | 16–4 (1) | Akira Corassani   | Decisão (unânime)                  | UFC on Fuel TV: Mousasi vs. Latifi       | 06/04/2013 | 3     | 5:00  | Estocolmo               | Testou positivo para maconha.  |
| Vitória | 16–3 (1) | Jason Young       | Nocaute (socos)                    | UFC on Fuel TV: Struve vs. Miocic        | 29/09/2012 | 1     | 0:23  | Nottingham              |                                |
| NC      | 15–3 (1) | Mackens Semerzier | Sem Resultado (cabeçada acidental) | UFC on Fox: Velasquez vs. Dos Santos     | 12/11/2011 | 3     | 1:54  | Anaheim, California     | Mudado, havia vencido por TKO. |
| Vitória | 15–3     | Mike Lullo        | Decisão (unânime)                  | UFC Fight Night: Shields vs. Ellenberger | 17/09/2011 | 3     | 5:00  | New Orleans, Louisiana  |                                |
| Vitória | 14–3     | Hiroyuki Takaya   | Decisão (dividida)                 | Strikeforce: Diaz vs. Daley              | 09/04/2011 | 3     | 5:00  | San Diego, California   |                                |
| Vitória | 13–3     | Chris Kirtley     | Finalização (triângulo)            | Gladiator Challenge: Legends Collide 2   | 20/02/2011 | 2     | 2:42  | San Jacinto, California |                                |
| Vitória | 12–3     | Randy Connelly    | TKO (socos)                        | Gladiator Challenge: Season's Beatings 2 | 12/12/2010 | 1     | 0:12  | San Jacinto, California |                                |
| Vitória | 11–3     | Thomas Noel       | TKO (socos)                        | Gladiator Challenge: Royal Flush         | 24/10/2010 | 2     | 1:27  | San Jacinto, California |                                |
| Vitória | 10–3     | Xavier Strokes    | Finalização                        | Gladiator Challenge: Maximum Force       | 25/04/2010 | 3     | 4:39  | San Jacinto, California |                                |
| Vitória | 9–3      | Ben Champeaux     | TKO (socos)                        | Gladiator Challenge: Vision Quest        | 21/02/2010 | 1     | 1:21  | San Jacinto, California |                                |
| Vitória | 8–3      | Rob Hawkes        | Nocaute (socos)                    | Gladiator Challenge: Never Quit          | 08/11/2009 | 1     | 0:10  | San Jacinto, California |                                |
| Derrota | 7–3      | Landon Piercy     | Finalização                        | Gladiator Challenge: High Impact         | 23/07/2009 | 2     | 4:41  | San Jacinto, California |                                |
| Vitória | 7–2      | Darrell Montague  | TKO (socos)                        | Gladiator Challenge: Warriors            | 04/02/2009 | 3     | 2:55  | San Jacinto, California |                                |
| Vitória | 6–2      | Willie Gates      | TKO (socos)                        | GC 85: Cross Fire                        | 25/10/2008 | 1     | 3:50  | San Diego, California   |                                |
| Vitória | 5–2      | Lorenzo Bencomo   | TKO (socos)                        | MMAX 18: Going Home                      | 26/01/2008 | 1     | 1:06  | Tijuana                 |                                |
| Vitória | 4–2      | Gil Aguilar       | TKO                                | MMA Xtreme 17                            | 15/12/2007 | 2     | 0:40  | Honduras                |                                |
| Vitória | 3–2      | John Wallace      | Nocaute                            | MMA Xtreme 14                            | 13/10/2007 | 2     | 0:31  | Honduras                |                                |
| Derrota | 2–2      | Fred Leavy        | Decisão                            | MMA Xtreme 12                            | 30/06/2007 | 3     | N/A   | Mexicali                |                                |
| Vitória | 2–1      | Mauricio Castillo | TKO                                | MMA Xtreme 11                            | 30/06/2007 | 1     | 0:21  | México                  |                                |
| Vitória | 1–1      | John Wallace      | Nocaute                            | MMA Xtreme 10                            | 21/04/2007 | 1     | 0:53  | Santo Domingo           |                                |
| Derrota | 0–1      | Yahir Reyes       | Finalização (mata leão)            | MMA Xtreme 9                             | 03/03/2007 | 1     | N/A   | Tijuana                 |                                |